# PGL Major Kraków 2017
PGL Major Kraków 2017 byl turnajem ve hře Counter-Strike: Global Offensive. Jednalo se o 11. turnaj nejvyšší kategorie CS:GO Major. Týmy si celkem odnesly částku 1 milion dolarů.
Odehrával se 16. - 23. července 2017 v polském Krakově. Poprvé zvítězil tým Gambit Esports, který ve finále porazil brazilský tým Immortals 2:1.
Tomáš "oskar" Šťastný se stal prvním Čechem na Major turnaji.

## Týmy

### Výběr
- Legendy – 8 nejlepších týmů posledního Majoru (ELEAGUE Major 2017).
- Vyzyvatelé – 8 nejlepších týmů kvalifikace[2].

### Soupisky
| LEGENDY | LEGENDY | LEGENDY | LEGENDY |
| Astralis | Virtus.pro | fnatic | SK Gaming |
| --- | --- | --- | --- |
| Nicolai "dev1ce" Reedtz Peter "dupreeh" Rothmann Andreas "Xyp9x" Højsleth Markus "Kjaerbye" Kjærbye Lukas "gla1ve" Rossander  | Wiktor "TaZ" Wojtas Filip "NEO" Kubski Jarosław "pashaBiceps" Jarząbkowski Janusz "Snax" Pogorzelski Paweł "byali" Bieliński | Olof "olofmeister" Kajbjer Dennis "dennis" Edman Freddy "KRiMZ" Johansson Jesper "JW" Wecksell Robin "flusha" Rönnquist  | Gabriel "FalleN" Toledo Fernando "fer" Alvarenga Marcelo "coldzera" David Epitácio "TACO" de Melo João "felps" Vasconcellos          |
| Natus Vincere | Gambit Esports | North | FaZe Clan |
| Denis "seized" Kostin Ioann "Edward" Sukhariev Ladislav "GuardiaN" Kovács Egor "flamie" Vasilyev Oleksandr "s1mple" Kostyliev | Mikhail "Dosia" Stolyarov Dauren "AdreN" Kystaubayev Rustem "mou" Telepov Daniil "Zeus" Teslenko Abay "HObitt" Khasenov      | Mathias "MSL" Lauridsen Kristian "k0nfig" Wienecke René "cajunb" Borg Emil "Magisk" Reif Philip "aizy" Aistrup           | Håvard "rain" Nygaard Aleksi "allu" Jalli Finn "karrigan" Andersen Fabien "kioShiMa" Fiey Nikola "NiKo" Kovač                        |
| VYZYVATELÉ | | | |
| mousesports | G2 Esports | BIG | Cloud9 |
| Chris "chrisJ" de Jong Denis "denis" Howell Tomáš "oskar" Šťastný Christian "loWel" Garcia Antoran Robin "ropz" Kool          | Richard "shox" Papillon Alexandre "bodyy" Pianaro Nathan "NBK-" Schmitt Kenny "kennyS" Schrub Dan "apEX" Madesclaire         | Fatih "gob b" Dayik Nikola "LEGIJA" Ninič Johannes "tabseN" Wodarz Johannes "nex" Maget Kevin "keev" Bartholomäus        | Jordan "n0thing" Gilbert Michael "shroud" Grzesiek Tyler "Skadoodle" Latham Jake "Stewie2k" Yip Timothy "autimatic" Ta               |
| PENTA Sports | Immortals | Vega Squadron | FlipSid3 Tactics |
| Kevin "kRYSTAL" Amend Miikka "suNny" Kemppi Kevin "HS" Tarn Paweł "innocent" Mocek Jesse "zehN" Linjala                       | Henrique "HEN1" Teles Lucas "LUCAS1" Teles Ricardo "boltz" Prass Lucas "steel" Lopes Vito "kNgV-" Giuseppe                   | Nikolay "mir" Bityukov Leonid "chopper" Vishnyakov Dmitriy "jR" Chervak Sergey "keshandr" Nikishin Pavel "hutji" Lashkov | Andrey "B1ad3" Gorodenskiy Georgi "WorldEdit" Yaskin Yegor "markeloff" Markelov Jan "wayLander" Rahkonen Denis "electronic" Sharipov |

## Základní skupina
| #   | Tým              | V/P | Skóre | Rozdíl | 1. kolo          | 2. kolo          | 3. kolo          | 4. kolo          | 5. kolo          |
| --- | ---------------- | --- | ----- | ------ | ---------------- | ---------------- | ---------------- | ---------------- | ---------------- |
| 1.  | Gambit Esports   | 3/0 | 48:27 | +21    | mousesports      | G2 Esports       | Virtus.pro       |                  |                  |
| 2.  | BIG              | 3/0 | 48:33 | +15    | FaZe Clan        | Cloud9           | SK Gaming        |                  |                  |
| 3.  | SK Gaming        | 3/1 | 62:46 | +16    | PENTA Sports     | Astralis         | BIG              | Immortals        |                  |
| 4.  | North            | 3/1 | 63:54 | +9     | Clous9           | PENTA Sports     | mousesports      | Virtus.pro       |                  |
| 5.  | Astralis         | 3/1 | 59:53 | +6     | Immortals        | SK Gaming        | Fnatic           | G2 Esports       |                  |
| 6.  | Virtus.pro       | 3/2 | 73:55 | +18    | Vega Squadron    | Fnatic           | Gambit Esports   | North            | Cloud9           |
| 7.  | Immortals        | 3/2 | 74:57 | +17    | Astralis         | Vega Squadron    | Natus Vincere    | SK Gaming        | FlipSid3 Tactics |
| 8.  | Fnatic           | 3/2 | 73:66 | +7     | FlipSid3 Tactics | Virtus.pro       | Astralis         | Natus Vincere    | G2 Esports       |
| 9.  | Cloud9           | 2/3 | 70:74 | -4     | North            | BIG              | G2 Esports       | mousesports      | Virtus.pro       |
| 10. | FlipSid3 Tactics | 2/3 | 59:71 | -12    | Fnatic           | Natus Vincere    | FaZe Clan        | PENTA Sports     | Immortals        |
| 11. | G2 Esports       | 2/3 | 57:79 | -22    | Natus Vincere    | Gambit Esports   | Cloud9           | Astralis         | Fnatic           |
| 12. | Natus Vincere    | 1/3 | 52:57 | -5     | G2 Esports       | FlipSid3 Tactics | Immortals        | Fnatic           |                  |
| 13. | mousesports      | 1/3 | 55:66 | -11    | Gambit Esports   | FaZe Clan        | North            | Cloud9           |                  |
| 14. | PENTA Sports     | 1/3 | 51:62 | -11    | SK Gaming        | North            | Vega Squadron    | FlipSid3 Tactics |                  |
| 15. | FaZe Clan        | 0/3 | 33:51 | -18    | BIG              | mousesports      | FlipSid3 Tactics |                  |                  |
| 16. | Vega Squadron    | 0/3 | 22:48 | -26    | Virtus.pro       | Immortals        | PENTA Sports     |                  |                  |

## Play-off
|  | Čtvrtfinále    | Čtvrtfinále |                |   | Semifinále | Semifinále |  |  | Finále | Finále |
|  | 0              |             |                |   |            |            |  |  |        |        |
|  |                |             |                |   |            |            |  |  |        |        |
|  | Gambit Esports | 2           |                |   |            |            |  |  |        |        |
|  | Gambit Esports | 2           |                |   |            |            |  |  |        |        |
|  | Fnatic         | 0           |                |   |            |            |  |  |        |        |
|  | Fnatic         | 0           | Gambit Esports | 2 |            |            |  |  |        |        |
|  |                |             | Gambit Esports | 2 |            |            |  |  |        |        |
|  |                | Astralis    | 1              |   |            |            |  |  |        |        |
|  | SK Gaming      | Astralis    | 1              | 0 |            |            |  |  |        |        |
|  | SK Gaming      |             |                | 0 |            |            |  |  |        |        |
|  | Astralis       | 2           |                |   |            |            |  |  |        |        |
|  | Astralis       | 2           | Gambit Esports | 2 |            |            |  |  |        |        |
|  |                |             | Gambit Esports | 2 |            |            |  |  |        |        |
|  |                | Immortals   | 1              |   |            |            |  |  |        |        |
|  | BIG            | Immortals   | 1              | 1 |            |            |  |  |        |        |
|  | BIG            |             |                | 1 |            |            |  |  |        |        |
|  | Immortals      | 2           |                |   |            |            |  |  |        |        |
|  | Immortals      | 2           | Immortals      | 2 |            |            |  |  |        |        |
|  |                |             | Immortals      | 2 |            |            |  |  |        |        |
|  |                | Virtus.pro  | 0              |   |            |            |  |  |        |        |
|  | North          | Virtus.pro  | 0              | 0 |            |            |  |  |        |        |
|  | North          |             |                | 0 |            |            |  |  |        |        |
|  | Virtus.pro     | 2           |                |   |            |            |  |  |        |        |
|  | Virtus.pro     | 2           |                |   |            |            |  |  |        |        |

## Konečná tabulka
| #       | Tým              | Výhra    |
| ------- | ---------------- | -------- |
| 1.      | Gambit Esports   | $500.000 |
| 2.      | Immortals        | $100.000 |
| 3.-4.   | Astralis         | $70.000  |
| 3.-4.   | Virtus.pro       | $70.000  |
| 5.-8.   | Fnatic           | $35.000  |
| 5.-8.   | SK Gaming        | $35.000  |
| 5.-8.   | BIG              | $35.000  |
| 5.-8.   | North            | $35.000  |
| 9.-11.  | Cloud9           | $8.750   |
| 9.-11.  | FlipSid3 Tactics | $8.750   |
| 9.-11.  | G2 Esports       | $8.750   |
| 12.-14. | Natus Vincere    | $8.750   |
| 12.-14. | mousesports      | $8.750   |
| 12.-14. | PENTA Sports     | $8.750   |
| 15.-16. | FaZe Clan        | $8.750   |
| 15.-16. | Vega Squadron    | $8.750   |